# 林順潮
林順潮，JP（1959年11月26日—），香港眼科醫生。現任香港立法會議員（選舉委員會）、香港中文大學（深圳）醫學院客座教授、香港中文大學眼科及視覺科學系前主任、商人、香港眼科醫院醫療部主管，深圳希瑪林順潮眼科醫院院長，以及港區全國人大代表。

## 生平
林順潮在香港出生，早年在荃灣區的徙置區成長，上有4名兄姊，下有5名弟妹。其祖父是潮汕地主，父親本為工廠機器操作員，後於徙置區旁的山邊經營零食製作場。升讀小五年級之前，林順潮就讀一所教會小學。父親為免重蹈長女輟學打理生意，長子因超齡問題而無法參加升中試的覆轍，於是安排林順潮及其弟妹轉往旺角港九潮州公學小學部完成小五至小六課程。有此計劃的另一原意是即使他未能升上其他中學，也能於原校的中學部繼續學業。而入讀潮州公學期間，林順潮由於耽於乒乓球及足球運動，以致在考畢五年級下學期考試後，被編入無法參加升中試的小六班別。然而經英文科老師教導，他獲對方保送到鄰班修畢小六學位。最終通過升中試，考入英皇書院。
在校時，林順潮曾獲得英皇書院田徑運動會男子甲組全場總冠軍，又參加過全港校際田徑錦標賽。及後他在1984年於香港大學取得內外全科醫學士學位，1998年起出任香港中文大學眼科及視覺科學系主任，並擔任多項職位，包括汕頭大學—香港中文大學聯合汕頭國際眼科中心院長。林順潮參與過多項眼科醫學及手術研究，亦曾進行多項眼科病例手術，包括香港首宗變形蟲上眼手術，及全球首宗眼眶神經鞘纖維水囊切除手術。他的研究範圍涵蓋近視及其相關眼疾。
此外，林順潮熱心於與眼科有關的公益事務，積極參與香港與中國內地的護眼活動，並親身到中國內地進行眼科手術，教育內地醫生；1997年參與健康快車籌備工作，1999年成立光明行動護眼基金。2004年，他策劃的「關心是潮流」農村扶貧醫療計劃，獲得李嘉誠基金會捐款1000萬人民幣支持。2006年11月，與其他香港醫學界人士發起亮睛工程，主力在中國內地進行扶貧及除盲的工作。計劃在5年之內於內地貧困地區的醫院設立100個白內障手術站，籌募的經費共1億人民幣。1994年，林順潮獲選為香港十大傑出青年，1995年當選世界傑出青年，1998年獲得香港傑出青年領袖獎，2000年獲選為明日世界領袖，2008年1月更當選港區全國人大代表。同年5月，獲選為北京2008年奧運會香港區火炬接力火炬手。
除了發展醫學事業，林順潮還建立香港希瑪國際眼科醫療集團有限公司，但其公司一度遭病人Wu Lai Ying入稟高等法院，指兩被告於2013年3月26日至2015年8月5日替其治療期間出現醫療失誤，令其身體受傷，案件正於高等法院排期開審。據林順潮於聯交所招股書的文件披露，該病人患有乾眼症，並接受林順潮於深圳進行激光繳視手術失敗，其後有嚴重後遺症，案件於2019年開庭審訊。
政治上，林頫潮於2017月12月19日獲選為第十三届港區人大代表，2022年首度晉身議會，在2021年香港立法會選舉中當選香港立法會選舉委員會界別議員。
2023年11月27日，樹仁大學張竹君頒授榮譽社會科學博士。樹仁大學撰寫的贊辭中提到，林醫生卓越成就的背後，是他對醫學的熱愛和對社會的關懷。他為醫、為師、為學都無愧「仁心仁術」四字，與大學「樹德立仁」的理念相契合，讚許林順潮在醫、教、研的傑出貢獻屢獲國際醫學界肯定。

## 家庭
林順潮曾被傳媒形容為「鑽石王老五」。2006年3月26日，林順潮與祖籍遼寧瀋陽的李肖婷結婚，李肖婷曾代表紐西蘭奧克蘭參選2004年國際華裔小姐競選但落選，並認識身為評判的林順潮。李肖婷其後加入中大醫學院眼科及視覺科學系，擔任計劃協調員。2005年7月，二人在西藏參加健康快車義工活動中互生情愫，至聖誕節，他親身前往瀋陽求婚。林順潮曾在2006年情人節前夕，於香港電台節目中向當時的未婚妻發出「每天愛你多一些」甜蜜宣言。

## 書籍作品
- 窮小子·傑青醫生—我的成長剪影  ISBN 9624519293
- 香港醫療面面觀  ISBN 9621786371

## 公職
- 健康快車創會執委會委員
- 光明行動護眼基金創會主席
- 香港盲人輔導會副贊助人兼醫療顧問
- 香港獅子會眼庫名譽醫療顧問暨執委委員及研究總監
- 環境諮詢委員會委員（任期已滿）

## 爭議

### 香港國安法
2020年7月1日，《香港國安法》正式實施，香港內部，日本，美國，歐盟等國家都有意見認為港版國安法等於正式摧毀香港人的民主和自由權利，不過林順潮醫生認為香港人應該學習適應國安法實施後的新形勢。

### 輕視疫情出席聚會被送到竹篙灣檢疫中心隔離
2022年1月，妄顧疫情發生第五波的可能性，與其他高官及議員輕視防疫安全繼續參加一個不跟足政府防疫指引（賓客進食以外時間除口罩、除口罩離檯交際唱歌和多人涉嫌沒掃安心出行入餐廳等等）。多名人士涉「知法犯法」令特首林鄭月娥表示非常失望！因曾到訪有新型冠狀病毒確診者出席的洪為民生日派對場合而被送到竹篙灣檢疫中心隔離21天，後因有涉事者為假陽性而被提早釋放。。

## 榮譽
- 香港十大傑出青年（1994年）
- 世界十大傑出青年（1995年）
- 香港傑出青年領袖獎（1998年）
- 非官守太平紳士（2004年）

## 資料來源
1. ↑  盧子健、何安達. . 天地圖書. 1994: 194.
2. 1 2 3 4 5  林順潮. . 青桐社. 2005: 28.
3. ↑  .   [2023-01-10]. （原始内容存档于2023-01-10）.
4. ↑  .   [2025-05-05]. （原始内容存档于2025-07-11）.
5. ↑  . 2021年立法會選舉. 2021-12-19.
6. ↑  林順潮. . 青桐社. 2005: 91.
7. 1 2  林順潮. . 青桐社. 2005: 36、40、41.
8. 1 2 3 4 5 6  林順潮. . 青桐社. 2005: 51.
9. 1 2 3 4 5 6  林順潮. . 青桐社. 2005: 52、54.
10. ↑   (PDF). 英皇書院同學會. 1999-01  [2021-11-27]. （原始内容存档 (PDF)于2017-03-22）.
11. ↑  林順潮. . 青桐社. 2005: 57.
12. ↑  . 華僑日報. 1977-03-12: 7  [2022-05-22].
13. ↑  . Apple Daily 蘋果日報.   [2017-05-27]. （原始内容存档于2017-08-08）.
14. ↑  . 無綫新聞. 2022-01-07  [2022-01-07]. （原始内容存档于2022-01-07）.
15. ↑  . 香港文匯報. 2022-01-07  [2022-01-07]. （原始内容存档于2022-01-07）.
16. ↑  . 香港商業電台. 2022-01-07  [2022-01-07]. （原始内容存档于2022-01-07）.

## 外部連結
- 光明行動
- 十大傑出青年系列（四之四）林順潮：不只為別人帶來光明 （页面存档备份，存于） 招職
- 逆流而上 林順潮 （页面存档备份，存于） 大學線 第39期
- 淡泊名利，帶動"關心是潮流"-訪香港中文大學醫學院副院長林順潮 （页面存档备份，存于） 紫荊雜誌
- 關心是潮流計劃 （页面存档备份，存于） 李嘉誠基金會
- 林順潮下月娶華姐 星島日報，2006年2月14日
- 林順潮娶華姐中大下屬 任選美評判結識 否認引薦入中大 明報，2006年2月14日
- 林順潮3月做「老襯」[永久] 成報，2006年2月15日
- 亮睛工程啟動籌得一千萬 （页面存档备份，存于） 大公報，2006年11月6日
- 港眼科專家創建亮睛工程每年為十萬患者做手術 （页面存档备份，存于） 多維新聞網
- 中大研究抑制近視加深新藥的成效 （页面存档备份，存于） 香港中文大學
- 眼科手术后受伤　病人入禀向名医林顺潮索偿，東網， 2016 （页面存档备份，存于）
- 林順潮涉醫療失誤 遭病人入稟索償，巴士的報，2016[永久]